# Facultad de Ciencias (Universidad Autónoma de Madrid)
La Facultad de Ciencias de la Universidad Autónoma de Madrid es una de las siete facultades que integran la Universidad Autónoma de Madrid. Fue fundada en 1968 y ofrece estudios de ciencias naturales y matemáticas. Mantiene una serie de convenios para obtener dobles titulaciones (la titulación española y una extranjera) en las carreras de matemáticas y química.

## Historia
Con la creación de la Universidad Autónoma gracias al Decreto/Ley  5/1968, se crearon las facultades de Letras, Ciencias Políticas, Económicas y Comerciales, Derecho y Medicina junto a la Facultad de Ciencias.

## Grados
La Universidad Autónoma de Madrid ofrece los siguientes grados:
- Biología
- Bioquímica
- Ciencias
- Ciencias Ambientales
- Ciencias Ambientales - Geografía y Ordenación del Territorio (doble)
- Ciencia y Tecnología de los Alimentos
- Física
- Ingeniería Química
- Matemáticas
- Nutrición Humana y Dietética
- Nutrición Humana y Dietética y Ciencia y Tecnología de los Alimentos
- Química